# Barycypraea fultoni
Barycypraea fultoni ist eine seltene Kaurischnecke, die im westlichen Indischen Ozean lebt. Die Seltenheit der Funde des Gehäuses dieser Schnecke deutet auf einen Bewohner des Tiefwassers hin. Die Art wird bis zu 8 cm lang.
Barycypraea fultoni ist im Meer vor den Küsten Süd- und Ostafrikas beheimatet.

## Beschreibung
Das Gehäuse dieser Schnecke ist stark verdickt, es wird dadurch sehr schwer. Die typischen Gehäusegrößen liegen bei Barycypraea fultoni zwischen 54 und 80 mm, die größte bisher gefundene Schale ist 85 mm groß.
Auf der Oberseite des Gehäuses befindet sich eine unregelmäßige Zeichnung aus geschwungenen Linien und braunen Farbflächen, die in die übrigen, einfärbig weiß oder grau gezeichneten Bereiche ohne deutliche Abgrenzung übergeht. An beiden Seiten der länglichen, schmalen Gehäuseöffnung sitzt wie bei den meisten Kaurischnecken eine Reihe von Zähnchen. Dadurch unterscheidet sich Barycypraea fultoni von der verwandten Art Barycypraea teulerei, deren Gehäuseöffnung glatte Ränder besitzt. Die braune Zeichnung auf der Gehäuseüberfläche setzt sich bei Barycypraea teulerei deutlich vom übrigen Gehäuse ab.
Die Typus-Unterart Barycypraea fultoni fultoni ist zwischen den Zähnen braun gefärbt, die Unterart Barycypraea fultoni massieri besitzt diese Färbung nicht, manchmal sind wenige braune Punkte an den Rändern zu sehen. Barycypraea fultoni amorini unterscheidet sich durch eine größere Anzahl brauner Punkte um die Gehäuseöffnung von den anderen beiden Unterarten.

## Verbreitung
Barycypraea fultoni kommt in Tiefen zwischen 60 und 250 Metern vor. Die Unterarten Barycypraea fultoni amorimi und Barycypraea fultoni massieri stammen hauptsächlich von den Küsten Mosambiks, die Nominatform Barycypraea fultoni fultoni ist bisher nur von den Küsten des östlichen Südafrika bekannt.

## Forschung
Barycypraea fultoni wurde von George Brettingham Sowerby III im Jahr 1903 als Cypraea fultoni erstmals beschrieben. Lange Zeit galt diese Kaurischnecke als einzige rezente Vertreterin ihrer Gattung, die ursprünglich für die ausgestorbene Barycypraea caputviperae aufgestellt worden war. Erst später wurde Barycypraea teulerei ebenfalls in die Gattung Barycypraea gestellt, diese Zuordnung ist aber bis heute umstritten.
Bis 1970 waren weltweit erst 25 Exemplare gefunden worden, meist in den Eingeweiden von Fischen. Erst durch die immer tiefer gehende Schleppnetzfischerei wurden im Jahr 1987 von der Dredsche eines russischen Trawlers vor Mosambik zwei Gehäuse erfasst und zu Tage befördert. Lebende Exemplare konnten erst in jüngster Zeit vor Südafrika gefangen werden. Wegen ihrer Seltenheit werden die Gehäuse von Sammlern sehr geschätzt.

## Unterarten
- Barycypraea fultoni amorimi Raybaudi, 1989[6]
- Barycypraea fultoni fultoni (Sowerby III, 1903) (Typus-Unterart)
- Barycypraea fultoni massieri Lorenz, 1991[7] (Diese Unterart wurde später von ihrem Erstbeschreiber Felix Lorenz als Form der Unterart Barycypraea fultoni amorimi angesehen.)